# Cervarese Santa Croce
Cervarese Santa Croce är en ort och kommun i provinsen Padova i regionen Veneto i Italien. Kommunen hade 5 708 invånare (2018).